# Orpí
Orpí ist eine katalanische Gemeinde (Municipio) mit 178 Einwohnern (Stand: 2024) in der Provinz Barcelona im Nordosten Spaniens. Sie liegt in der Comarca Anoia. Neben dem namengebenden Hauptort Orpí gehören die Ortschaften Can Bou, Les Escodines und Santa Candìa zur Gemeinde.

## Lage
Orpí liegt etwa 52 Kilometer nordwestlich von Barcelona in einer Höhe von ca. 375 m. 

## Bevölkerungsentwicklung
| Jahr      | 1970 | 1981 | 1991 | 2001 | 2011 | 2021 |
| Einwohner | 195  | 158  | 154  | 143  | 159  | 154  |

## Sehenswürdigkeiten

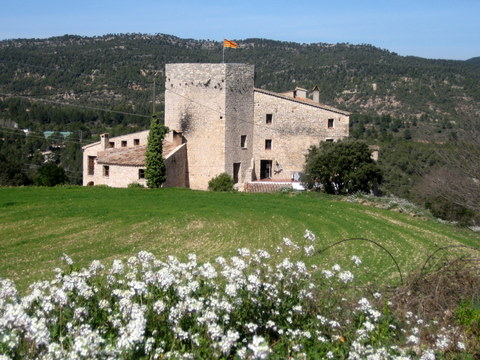
Burganlage von Orpí
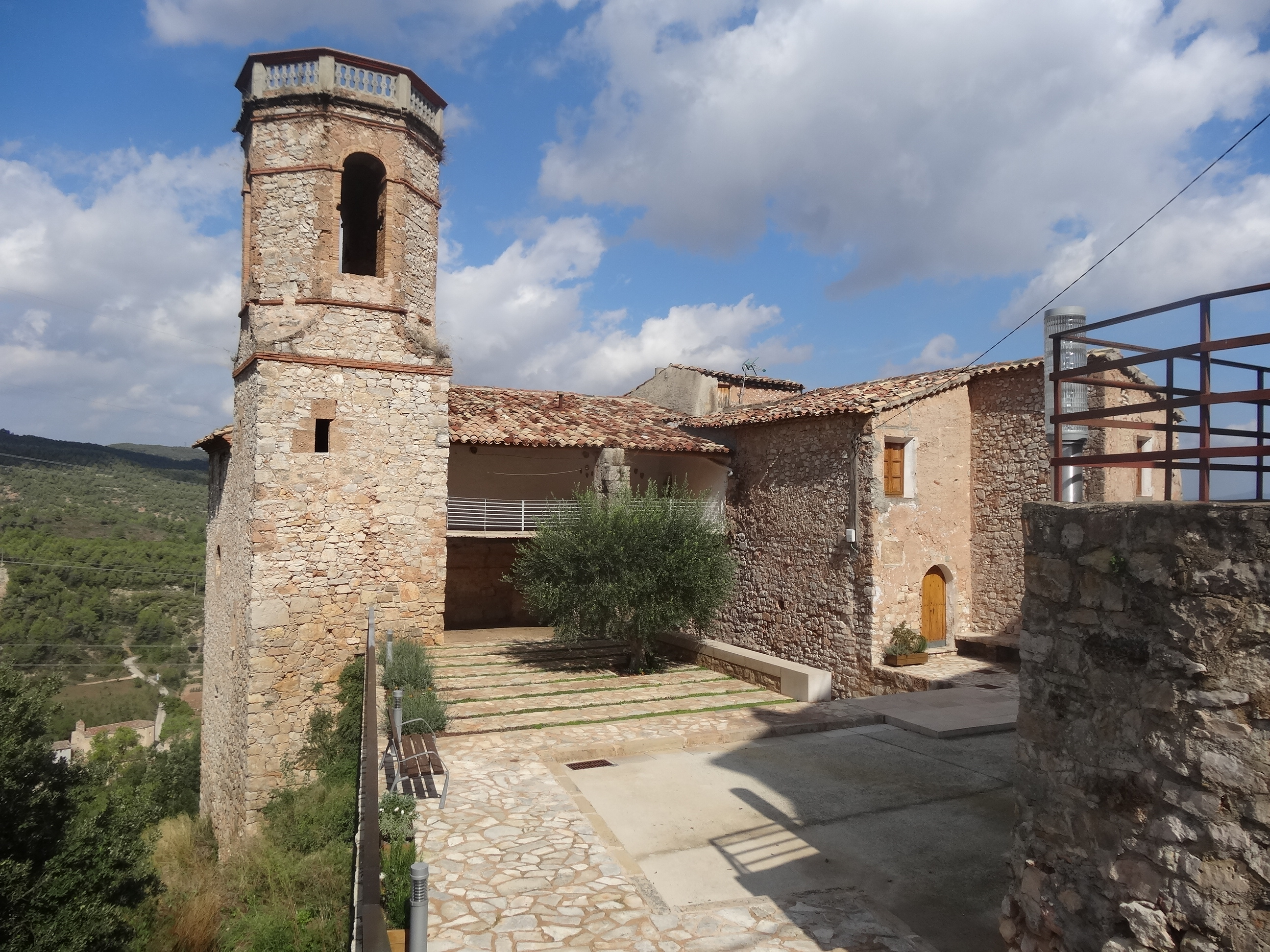
Michaeliskirche in Orpí
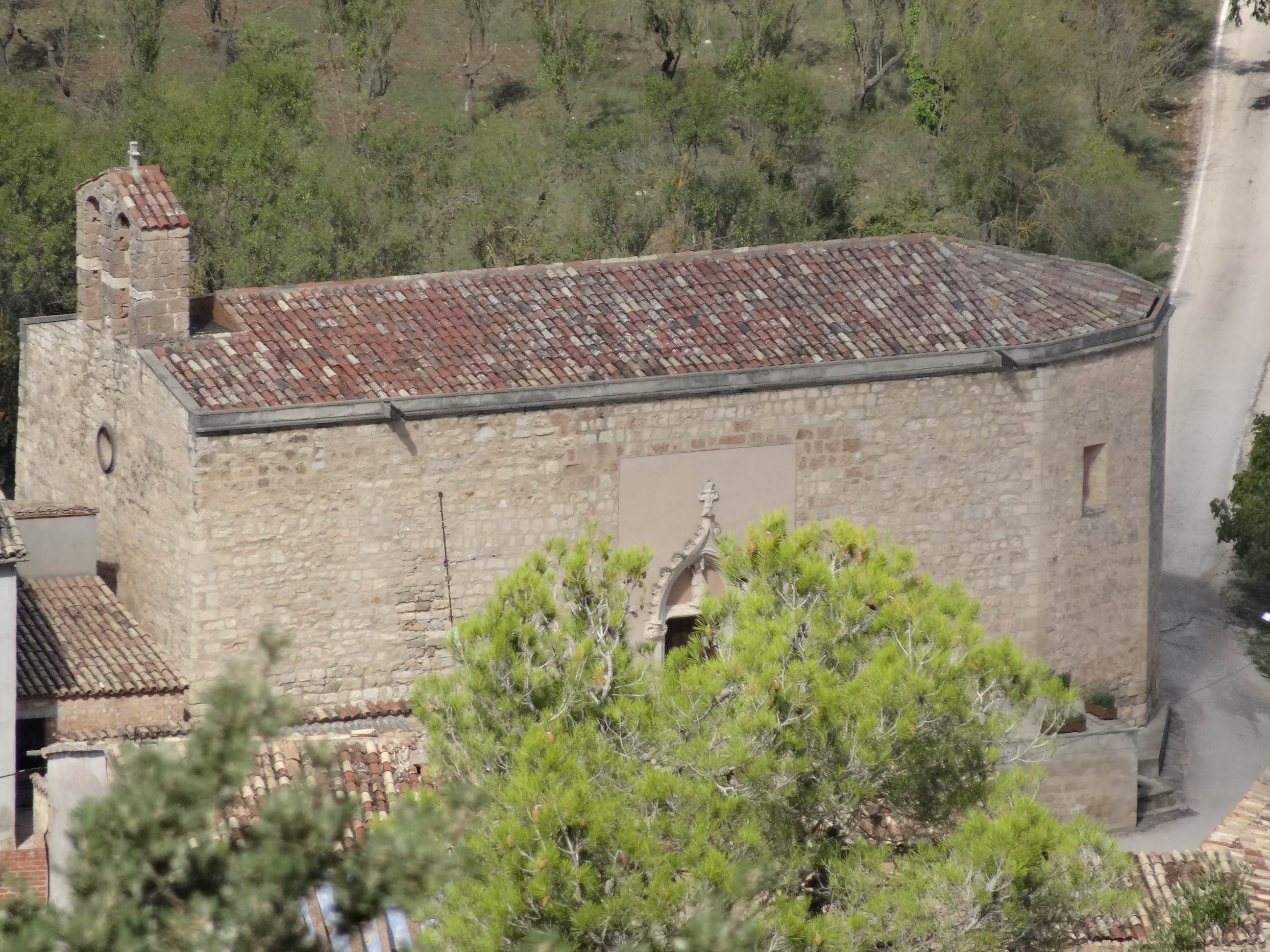
Kirche von Santa Candìa

- Burganlage von Orpí
- Michaeliskirche
- Kirche von Santa Candìa